# Коваленко, Лилия Викторовна
Лилия Викторовна Коваленко (род. 15 ноября 1982 года, Ровеньки, Луганская область, УССР, СССР) — депутат и руководить аппарата Народного Совета самопровозглашённой Луганской Народной Республики первого созыва, фракции Мир Луганщине (2014—2016). 

## Биография
Родилась 15 ноября 1982 в Ровеньках. В 2000 окончила школу №1, затем Харьковский Государственный институт культуры. Была частным предпринимателем, владела компьютерным магазином. В 2014 году активистка Антимайданного выступления, член движения «Луганская гвардия». В мае 2014 была членом Центризбиркома ЛНР, 12 мая на митинге огласила Акт о провозглашении государственной самостоятельности ЛНР. 18 мая избрана депутатом Народного Совета ЛНР 1 созыва от Ленинского района Луганска и руководителем аппарата Народного Совета ЛНР по списку общественного объединения «Мир Луганщине». В июне 2016 досрочно сложила свои полномочия. С 2018 года директор юридической компании в Ростове.